# کویچی هاشیموتو
کویچی هاشیموتو (انگلیسی: Kōichi Hashimoto؛ زادهٔ ۱۲ ژانویهٔ ۱۹۵۳) صداپیشه، و هنرپیشه اهل ژاپن است. وی از سال ۱۹۷۴ میلادی تاکنون مشغول فعالیت بوده‌است.